# Syge breve
Syge breve er en dokumentarfilm fra 1949 instrueret af Gunnar Robert Hansen efter eget manuskript.

## Handling
En overraskende film om det store antal mangelfuldt adresserede breve, som postvæsenet modtager hver dag. Filmen er en opfordring til publikum om at adressere breve rigtigt.